# Giv tid, giv tid
Giv tid, giv tid er en dansk dokumentarfilm fra 1995 med instruktion og manuskript af Annette Johannesen.

## Handling
At lukke for vandhanen, at sætte kaffe over på kaffemaskinen, at finde ud af hvad klokken er - små gøremål giver store problemer for mennesker med demens. Dokumentarfilmen følger tre ældre mennesker, der lider af demens. Seeren oplever deres hverdag og vigtigheden af et godt socialt netværk: familie, hjemmehjælp, daghjem og butikspersonale.